# Anarquismo e Marxismo
Anarquismo e Marxismo são duas filosofias políticas que emergiram no século XIX. Mesmo que tanto o Anarquismo quanto o Marxismo sejam movimentos complexos movidos por conflitos internos, como movimentos ideológicos seu principal ponto de atenção tem sido na libertação dos humanos alcançada através da ação política. Similarmente, ambos têm estado muito interessados em abolir as desigualdades sociais presentes nas sociedades como resultado das relações salariais (que Marx atacará pelo conceito da mais-valia) e da Revolução Industrial. Em suas formas mais socialmente significativas, ambos os movimentos têm uma abordagem revolucionária com foco na classe trabalhadora como agente da revolução. Como movimentos trabalhistas, o Marxismo e o Anarquismo têm sido tanto grupos aliados quanto opostos. Em revoluções particulares houve conflitos armados significativos entre grupos marxistas e anarquistas.
Conflitos entre movimentos anarquistas e movimentos marxistas emergiram em termos teóricos, estratégicos, práticos e em seus objetivos políticos imediatos. Assuntos nos quais marxistas e anarquistas concordam tendem a ter foco na convergência ideológica sobre o conceito da classe trabalhadora como o grupo que cria a verdadeira liberdade humana. O primeiro conflito ideológico de importância entre as duas ideologias ocorreu na Primeira Internacional, um movimento comunista revolucionário da Europa. O primeiro conflito armado relevante foi durante as revoluções de 1917-1923 no Império da Rússia entre anarquistas urbanos, anarquistas rurais da linha de Makhno, o Partido Menchevique e o então Partido Bolchevique. Um grande conflito armado ocorreu durante a Guerra Civil Espanhola entre o movimento anarquista espanhol e o governo central apoiado pela União Soviética.
Depois da Segunda Guerra Mundial, no ocidente aconteciam fortes conflitos entre anarquistas e marxistas geralmente confinados a discordâncias supérfluas entre grupos anarquistas e organizações trotskistas sobre pequenas questões a respeito de táticas ou do idioma utilizado. Ademais, desde o período da Nova Esquerda, grandes convergências entre pequenas correntes de pensamento marxista e anarquista ocorreram, geralmente na área da exploração da libertação da classe trabalhadora. Depois da queda da União Soviética, pequenos conflitos ocorreram entre Stalin e grupos inspirados no stalinismo e anarquistas devido à dissolução da influência soviética dentro dos círculos marxistas. Antes de 2000, houve pouco conflito entre o anarquismo a favor da propriedade privada e o Marxismo devido ao pequeno contingente destes movimentos anarquistas e seu foco na mudança comportamental dentro de seu próprio movimento.
O antropólogo anarquista David Graeber distinguiu as duas filosofias da seguinte forma:
1. O Marxismo tornou-se um discurso teórico ou analítico sobre a estratégia revolucionária²
2. O Anarquismo tornou-se um discurso ético sobre a prática revolucionária[1]